# Christian Zehnder (Musiker)

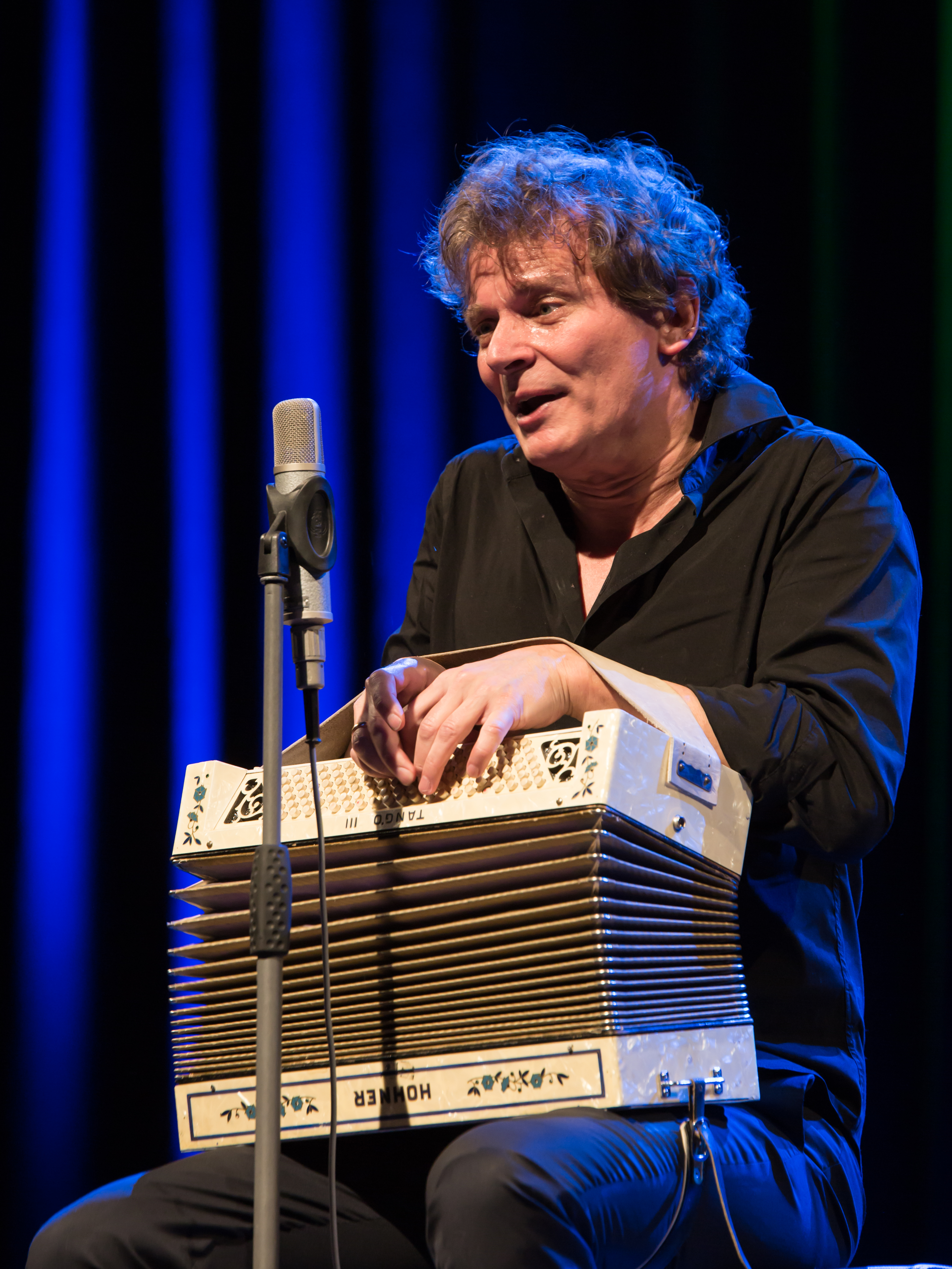
Christian Zehnder bei der Internationalen Kulturbörse Freiburg 2018

Christian Zehnder (* 1961 in Zürich) ist ein Schweizer Sänger und Komponist.

## Leben
Christian Zehnder ist in Zürich geboren, lebt und arbeitet jedoch seit 30 Jahren in Basel. Er absolvierte das Jazzstudium als Gitarrist, das klassische Studium in Gesang (Bariton), u. a. bei Raphael Laback. Danach erfolgten Weiterbildungen in Obertongesang bei Tokne Nonaka und Körperstimmtechniken nach Alfred Wolfsohn bei Daniel Prieto. Er beschäftigte sich mit dem nonverbalen Ausdruck der menschlichen Stimme, sowie den Jodel Kommunikationsformen, dem Global-Jodeling. Zehnder gilt in Fachkreisen als einer der kreativsten und innovativsten Köpfe dieser Szene.
1996 initiierte er zusammen mit dem Bläser Balthasar Streiff das international renommierte und zum Kultstatus avancierte Duo Stimmhorn, mit dem er mehrfach ausgezeichnet wurde und zahlreiche CDs, Filme und Musiktheater realisierte. Konzerttouren durch die ganze Welt, Zusammenarbeit mit Huun-Huur-Tu, dem afrikanischen Obertonchor Noquolnquo, Mercan Dede u. a. m. folgten. Zehnder realisiert auch Projekte als Schauspielmusiker, Regisseur und Komponist für das Theater (Theater Basel, Salzburger Festspiele, Mannheim, Luzern, Gorki Theater Berlin u. a. m.). Er bearbeitet auch Kompositionsaufträge für Film, Fernsehen, World EXPO und Radio, sowie Lehraufträge für Obertongesang, Stimmtechnik und Chor im In- und Ausland. Er ist Gastdozent am Konservatorium in Oslo und der Basler Musikhochschule.
Mit dem Zehnder Kraah Trio entstand 2008 seine erste Solo-CD mit Gästen wie Christoph Marthaler, Noldi Alder, Don Li, Anton Bruhin und dem Casal-Quartett, mit dem er auch zusammen mit dem Schweizer Komponisten Fortunat Frölich im Projekt Wetterleuchten in die Kammermusik bzw. neue Musik vorgestossen ist. Anlässlich der Münchner Biennale 2010 sang Zehnder in der zeitgenössischen Oper Amazonas eine der Hauptrollen. 2012 gründete er mit John Wolf Brennan und Arkady Shilkloper ein neues Trio. Neben seinen vielfältigen Musikprojekten zwischen Jazz, neuer alpiner und zeitgenössischer Musik ist Christian Zehnder heute wieder vermehrt als Regisseur & Komponist im Schauspiel und Musiktheater tätig, wie z. B. kürzlich mit der Kreation oops, wrong planet! am Theater Basel.
Christian Zehnder ist künstlerischer Leiter der Klangwelt Toggenburg und des entstehenden Klanghauses (Stand 2020).
2020 wurde Zehnder mit dem Albert Mountain Award ausgezeichnet für seine Leistungen im Zusammenhang mit den Bergen der Welt.

## Diskographische Hinweise
- Christian Zehnder, John Wolf Brennan & Arkady Shilkloper Dehei nöd dehei, 2014
- Christian Zehnder & Gregor Hilbe Oloid (Traumton Records, 2013)
- Fortunat Frölich & Christian Zehnder Wetterleuchten (Musiques Suisses, 2012)
- Christian Zehnder Quartett Schmelz (Traumton Records, 2010)
- Zehnder Kraah Trio Kraah (Traumton Records, 2008)
- Zehnder with Kold Popple Music (Sound Service Wigra, 2001)
- Stimmhorn & Kold Electronics Igloo (Make Up Your World, 2005)
- Stimmhorn Melken (Rec Rec, 1996)